# 米沢町 (太田市)
米沢町（よねざわちょう）は、群馬県太田市にある地名（町丁）。郵便番号は373-0843。

## 概要
沢野地区にある町丁。

## 地理
南部を石田川が流れている。

### 近隣町丁
- 西新町
- 下田島町
- 岩松町
- 備前島町
- 牛沢町
- 細谷町

## 世帯数と人口
2022年（令和4年）3月31日現在の世帯数と人口は以下の通りである。
| 町丁   | 世帯数  | 人口  |
| ------ | ------- | ----- |
| 米沢町 | 106世帯 | 260人 |

## 交通

### 鉄道
町内に鉄道は通っていない。